# Oberste Volksversammlung (Nordkorea)
Die Oberste Volksversammlung der Demokratischen Volksrepublik Korea ist formell das höchste Staatsorgan Nordkoreas. Ihre Befugnisse und die Wahl ihrer Mitglieder sind in den Artikeln 87 bis 99 der nordkoreanischen Verfassung geregelt. Der derzeitigen 14. Obersten Volksversammlung gehören 687 Abgeordnete an. Faktisch hat das Parlament keine Macht, der Oberste Führer Kim Jong-un führt sowohl die legislative als auch die exekutive Gewalt aus.

## Wahlen
Die Abgeordneten werden alle fünf Jahre vom Volk gewählt. Die Wahlen sind gemäß Art. 89 der Verfassung „allgemein, gleich, direkt und geheim.“ Dies bedeutet allerdings nicht, dass die Oberste Volksversammlung demokratisch gewählt wird, weil es in Nordkorea kein funktionierendes Mehrparteiensystem gibt, in dem sich konkurrierende Gruppierungen mit unterschiedlichen Programmen einer Wahl durch das Volk stellen. Das Land wird dominiert von der Partei der Arbeit Koreas (PdAK), deren Führungsanspruch in der Verfassung des Landes festgeschrieben ist. Die zwei weiteren Parteien (die Koreanische Sozialdemokratische Partei und die Chondoistische Ch’ŏngu-Partei), die in Nordkorea noch zugelassen sind, entfalten keine politischen Aktivitäten und sollen nur den Schein eines demokratischen Mehrparteiensystems erzeugen.
Die drei formell in Nordkorea existierenden Parteien sind in der Einheitsliste „Demokratische Front für die Wiedervereinigung des Vaterlandes“ (ähnlich der Nationalen Front der DDR) zusammengefasst. Es besteht also bei Wahlen theoretisch nur die Möglichkeit für oder gegen diese Liste zu stimmen. Eine Alternative zur Wahl der Einheitsliste besteht nicht. Offiziellen Angaben zufolge entfallen regelmäßig 100 % der abgegebenen Stimmen auf die Einheitsliste. Auch Vertreter der nordkoreanischen Auslandsorganisation in Japan, Ch’ongryŏn, werden über die Liste ins Parlament gewählt.

## Funktion
An sich obliegt der Obersten Volksversammlung die Gesetzgebung des Landes. Dennoch ist sie kein Parlament im klassischen Sinne, weil sie nicht konstant arbeitet. Sie tritt gemäß Art. 92 der Verfassung nur ein- bis zweimal jährlich zu Sitzungen in der Mansudae-Kongresshalle zusammen. In den Zeiten zwischen den Sitzungen, also so gut wie immer, wird die Gesetzgebung durch das Präsidium der Obersten Volksversammlung ausgeübt. Dessen Vorsitzender war bis zur Einführung des Präsidentenamtes 1972 zugleich Staatsoberhaupt von Nordkorea. Nach dem Tod des bislang einzigen Präsidenten Kim Il-sung wurde erklärt, das Amt des Vorsitzenden der Nationalen Verteidigungskommission, das Kim Jong-il bis zu seinem Tod am 17. Dezember 2011 besetzte, sei das höchste im Staate. Laut Verfassung ist jedoch nach wie vor der Vorsitzende des Präsidiums der Obersten Volksversammlung (seit April 2019 Choe Ryong-hae, davor seit dem 5. September 1998 Kim Yŏng-nam) Staatsoberhaupt und nimmt auch dementsprechend protokollarische Aufgaben wahr, wie etwa die Akkreditierung von ausländischen Botschaftern.

## Geschichte
Das Vorgängerorgan der Obersten Volksversammlung war die Volksversammlung. Ihre Mitglieder wurden 1946 von kommunalen Verwaltungsorganen gewählt und wählten ihrerseits das so genannte Provisorische Volkskomitee, das Organ, das bis zur Ausrufung der Demokratischen Volksrepublik die Regierungsgeschäfte übernahm. Die Volksversammlung setzte auch eine Kommission ein, die eine Verfassung ausarbeiten sollte. Diese wurde am 28. April 1948 in einer Sondersitzung des provisorischen Parlaments verabschiedet. Die ersten Wahlen zur Obersten Volksversammlung fanden am 25. August desselben Jahres statt. Nach offiziellen Angaben entfielen dabei bei einer Wahlbeteiligung von 99,97 % auf die 212 Kandidaten der Einheitsliste 98,49 % der Stimmen. Eine so genannte „Versammlung der Vertreter der südkoreanischen Bevölkerung“ wählte weitere 360 Abgeordnete. Vom 2. bis 10. September 1948 trat das Parlament zu seinen ersten Sitzungen zusammen, auf denen es die Verfassung annahm und am 9. September die Regierung unter Kim Il-sung offiziell ins Amt hievte.
Die Wahlen zur 13. Obersten Volksversammlung fanden am 9. März 2014 statt. Die Wahlen zur 14. Obersten Volksversammlung wurden am 10. März 2019 abgehalten.
Vorsitzender des Präsidiums der Obersten Volksversammlung ist derzeit Choe Ryong-hae.
Für Wahlperioden und Vorsitzende siehe Liste der Staatsführer Nordkoreas.